# Système de protection et d'évitement des conduites de tir du Rafale
SPECTRA, pour Système de Protection et d'Évitement des Conduites de Tir du RAfale, est un système de contremesures électroniques développé par Thales et MBDA pour équiper et protéger l'avion de combat français Dassault Rafale, construit autour du capteur de guerre électronique Spectra de 250 kg.

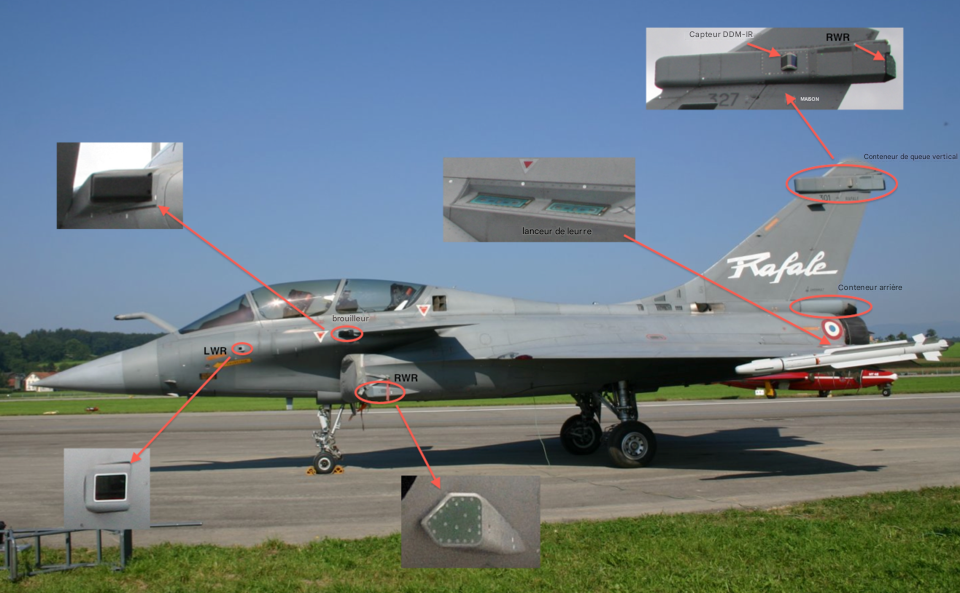
Les éléments constituant le capteur SPECTRA.

## Histoire
L'étude de l'autoprotection du futur Rafale, a été lancée au début des années 1980 par la DGA et les états-majors. Le but était alors de définir les menaces auxquelles serait confronté le Rafale afin d'établir le cahier des charges. La réalisation du projet est confiée à Thomson-CSF, Dassault Électronique et Matra Défense.

## Architecture
Tous les éléments du système sont intégrés dans la cellule de l'appareil, ce qui libère tous les points d'emport externes pour l'armement, le carburant ou la nacelle de reconnaissance, et d'être toujours disponibles quel que soit le profil de la mission prévue. Le système offre avec un haut degré d'automatisation des fonctions de : 
- détection et brouillage électromagnétique (de radar)
- détection infrarouge (de missile)
- détection laser (de missile)
- leurrage électromagnétique et infrarouge[2].

Il peut également jouer un rôle de renseignement électronique en détectant, classant et analysant les différents émetteurs et toutes leurs caractéristiques. 
Le SPECTRA comporte :
- trois détecteurs radar de 120° (deux antennes devant les plans-canards ; une antenne en haut de dérive)
- trois détecteurs d'alerte laser (DAL) de 120° (deux antennes sur le fuselage en bas du pare-brise; une antenne logée dans un barillet sur la dérive)
- deux détecteurs de départ missile (DDM) infrarouges (deux antennes logées dans un barillet sur la dérive). Produits par MBDA, ils sont remplacés courant 2012 par le DDM-NG (détecteur de départ missile de nouvelle génération) qui a produit ses premières images en vol en 2010. Conçu pour détecter le tir de missiles assaillants dans l’intégralité des secteurs angulaires autour de l’avion, le DDM-NG intègre un nouveau détecteur infrarouge matriciel qui renforce ses performances en termes de portée de détection des tirs de missiles, de rejet des fausses alarmes et lui confère une précision de localisation angulaire compatible avec l’emploi futur de contremesures infrarouges à effet dirigé (DIRCM). Avec deux capteurs disposant chacun d’une optique « œil-de-poisson », le DDM-NG offre un champ de vision sphérique autour de l’avion [3].
- le SPECTRA possède aussi 3 brouilleurs (2 antennes à balayage électronique actives situées devant les entrées d'air et un brouilleur à la base de la dérive), 4 lance-leurres modulaires à éjection vers le haut (placés à la jonction de l'aile et du fuselage) et 2 lance-paillettes SPIRALE (contenant des paillettes de différentes longueurs en fonction de la longueur d'onde de la menace) en bord de fuite de l'aile.

Complètement intégré dans la cellule et passif, SPECTRA assure une veille dans tous les spectres (d'où son nom) sur 360° en détectant une source avec une précision de moins de 1° (suffisante pour les attaquer ou les brouiller individuellement), en l'identifiant par comparaison des signaux à une banque de données, en hiérarchisant et en localisant les menaces en mode interférométrique, en les fusionnant avec les pistes détectées par d'autres capteurs (radar, OSF), en les présentant au pilote et en lui proposant des contremesures. 
Comme les données issues du radar RBE2 ou de l'OSF, les données recueillies par SPECTRA peuvent être partagées avec d'autres appareils (Plates-formes C2 ou Non-C2) via le groupe de participation EW de la liaison de données tactiques L16.